# Rastellus
Rastellus is een spinnengeslacht uit de familie Ammoxenidae.

## Soorten
- Rastellus africanus Platnick & Griffin, 1990
- Rastellus deserticola Haddad, 2003
- Rastellus florisbad Platnick & Griffin, 1990
- Rastellus kariba Platnick & Griffin, 1990
- Rastellus narubis Platnick & Griffin, 1990
- Rastellus sabulosus Platnick & Griffin, 1990
- Rastellus struthio Platnick & Griffin, 1990